# Saison 5 de Bob's Burgers
Chronologie
Saison 4 Saison 6
La cinquième saison de la série télévisée d'animation Bob's Burgers est diffusée aux États-Unis entre le 5 octobre 2014 et le 17 mai 2015 sur la Fox. Elle comporte vingt-et-un épisodes.
En France, elle est disponible depuis le 1er août 2017 sur le service de vidéos à la demande Fox Play. Par ailleurs, elle est diffusée sur MCM depuis le 1er septembre 2018.

## Épisodes
| № | #  | Titre                                                                                     | Réalisation                       | Scénario                         | Première diffusion                  | Code de prod. | Audiences |
| --- | -- | ----------------------------------------------------------------------------------------- | --------------------------------- | -------------------------------- | ----------------------------------- | ------------- | --------- |
| 68 | 1  | Le Spectacle de l'automne Work Hard or Die Trying, Girl                                   | Jennifer Coyle                    | Nora Smith                       | 5 octobre 2014 1er septembre 2018   | 4ASA14        | 3,14      |
| Pour le spectacle d'automne de son collège, Gene propose une comédie musicale inspirée des films «Die Hard». Lorsque son idée est refusée, il décide d'organiser un spectacle clandestin avec l'aide de Louise. Les parents d'élèves sont alors mécontents de découvrir que Gene jouera son spectacle le même soir que la comédie musicale du collège : une version de «Working Girl» créée par Courtney et interprétée par Tina... |    |                                                                                           |                                   |                                  |                                     |               |           |
| 69 | 2  | Tina et le fantôme Tina and the Real Ghost                                                | Boohwan Lim & Kyounghee Lim       | Steven Davis & Kelvin Yu         | 2 novembre 2014 1er septembre 2018  | 4ASA13        | 2,89      |
| Tina entame une histoire d'amour extraordinaire avec un fantôme censé occuper le sous-sol de sa maison. Prenant conscience que ce fantôme pourrait lui rapporter de l'argent, Bob accueille à bras ouverts ce colocataire d'un autre genre... |    |                                                                                           |                                   |                                  |                                     |               |           |
| 70 | 3  | Amis et burgers si affinités Friends with Burger-fits                                     | Tyree Dillihay                    | Dan Fybel                        | 16 novembre 2014 1er septembre 2018 | 4ASA11        | 3,35      |
| Lorsqu'il découvre que Teddy est en mauvaise santé à la suite de la consommation de ses burgers, Bob décide de faire du sport avec lui. Ils s'inscrivent alors à un stage de cascadeurs qui met leur amitié à rude épreuve. Pendant ce temps, les enfants créent une patinoire dans la chambre froide, tandis que Linda prend la tête de leur fédération clandestine de catch sur glace...                                          |    |                                                                                           |                                   |                                  |                                     |               |           |
| 71 | 4  | L'Attaque des dindes vivantes Dawn of the Peck                                            | Tyree Dillihay                    | Lizzie Molyneux & Wendy Molyneux | 23 novembre 2014 1er septembre 2018 | 4ASA16        | 1,90      |
| Alors que Bob boycotte les fêtes de fin d'année, Linda et les enfants passent Thanksgiving à la première édition d'un festival de la dinde organisé par monsieur Fischoeder. Mais une attaque d'oiseaux sauvages plonge la ville dans le chaos... |    |                                                                                           |                                   |                                  |                                     |               |           |
| 72 | 5  | Le Meilleur Burger Best Burger                                                            | Don MacKinnon                     | Mike Benner                      | 30 novembre 2014 1er septembre 2018 | 4ASA12        | 2,23      |
| Bob participe à la compétition du meilleur burger... |    |                                                                                           |                                   |                                  |                                     |               |           |
| 73 | 6  | Big Bob Father of the Bob                                                                 | Chris Song                        | Steven Davis et Kelvin Yu        | 7 décembre 2014 1er septembre 2018  | 4ASA18        | 3,18      |
| Alors que la famille passe Noël avec le père de Bob, le père et le fils ravivent une ancienne dispute et s'affrontent en cuisine. Pendant ce temps, les enfants cherchent le cadeau parfait pour leur père... |    |                                                                                           |                                   |                                  |                                     |               |           |
| 74 | 7  | La Taupe Tina Tailor Soldier Spy                                                          | Don MacKinnon                     | Holly Schlesinger                | 14 décembre 2014 1er septembre 2018 | 4ASA15        | 2,54      |
| Tina réintègre son ancien groupe de scouts pour découvrir qui divulgue les secrets de sa recette de cookies. Quant à Linda, fatiguée d'entendre les enfants compter ses cheveux blancs, elle décide de se teindre en blonde. Néanmoins, lorsqu'elle commence à commettre des erreurs idiotes au restaurant, Bob se demande si elle n'est pas devenue blonde dans tous les sens du terme...                                          |    |                                                                                           |                                   |                                  |                                     |               |           |
| 75 | 8  | Tina, surveillante des couloirs Midday Run                                                | Ian Hamilton                      | Scott Jacobson                   | 4 janvier 2015 1er septembre 2018   | 4ASA17        | 3,95      |
| Tina postule pour occuper la fonction de surveillante au collège. Prête à tout pour obtenir ce poste qui lui donnera beaucoup de pouvoir, elle fait appel à Gene et Louise. Pendant ce temps, au restaurant, Linda affiche les œuvres d'art réalisées par les clients sur les serviettes en papier... |    |                                                                                           |                                   |                                  |                                     |               |           |
| 76 | 9  | Cours (il)licites Speakeasy Rider                                                         | Jennifer Coyle                    | Rich Rinaldi                     | 11 janvier 2015 1er septembre 2018  | 4ASA20        | 3,34      |
| En quête de sensations fortes, Tina, Gene et Louise s'inscrivent dans un club de karting. Au restaurant, Bob et Teddy s'associent pour servir, en douce, la bière artisanale de ce dernier... |    |                                                                                           |                                   |                                  |                                     |               |           |
| 77 | 10 | Après-midi dans le jardin de Bob et Louise Late Afternoon in the Garden of Bob and Louise | Boohwan Lim & Kyounghee Lim       | Jon Schroeder                    | 25 janvier 2015 1er septembre 2018  | 4ASA19        | 2,49      |
| Pour être un membre accepté dans la Communauté, Bob doit accepter un accord qui consiste à donner un emploi dans le restaurant de l'ennemi juré de Louise. Le père et la fille sont en désaccord, et une décision doit être prise. |    |                                                                                           |                                   |                                  |                                     |               |           |
| 78 | 11 | Les maths, ça ne s'achète pas Can't Buy Me Math                                           | Tyree Dillihay                    | Dan Fybel                        | 8 février 2015 8 septembre 2018     | 4ASA22        | 1,94      |
| Lors du bal du collège, Tina fait équipe avec Darryl afin de remporter le concours des couples de Cupidon. Quant à Linda, elle prévoit des activités ambitieuses avec Bob pendant toute la semaine de la Saint-Valentin... |    |                                                                                           |                                   |                                  |                                     |               |           |
| 79 | 12 | Les Mille Marches du pouvoir The Millie-churian Candidate                                 | Don MacKinnon                     | Greg Thompson                    | 15 février 2015 8 septembre 2018    | 4ASA21        | 2,01      |
| Pour empêcher Millie de devenir déléguée et de créer des problèmes au collège, Tina et Louise proposent à Jimmy Junior de l'aider à se faire élire. Pendant ce temps, Bob n'a plus qu'une obsession : un couteau qu'il a acheté pour 300 dollars... |    |                                                                                           |                                   |                                  |                                     |               |           |
| 80 | 13 | Des histoires pour Gayle The Gayle Tales                                                  | Ian Hamilton                      | Lizzie Molyneux & Wendy Molyneux | 1er mars 2015 8 septembre 2018      | 5ASA01        | 3,03      |
| Gayle, la sœur de Linda, arrive au restaurant en pleurs : son rendez-vous galant a annulé la soirée alors qu'elle avait des places pour le Yarnival, c'est-à-dire l'équivalent du Cirque du Soleil, mais avec des chats. Les enfants, qui sont prêts à tout pour sortir de la maison alors qu'ils ont été punis, écrivent chacun une rédaction afin de gagner le droit d'accompagner leur tante Gayle...                            |    |                                                                                           |                                   |                                  |                                     |               |           |
| 81 | 14 | Le Petit Dur L'il Hard Dad                                                                | Chris Song                        | Nora Smith                       | 8 mars 2015 8 septembre 2018        | 5ASA02        | 2,56      |
| Bob devient obsédé par son nouvel hélicoptère automatique. Quand il tombe en morceaux sans raison, il demande un remboursement et se retrouve en conflit avec le fabricant. Gene aide Bob, mais les choses dégénèrent rapidement et se terminent dans une bataille folle en hélicoptère. Pendant ce temps, Louise et Linda aident Tina à se préparer pour son compte-rendu oral.                                                    |    |                                                                                           |                                   |                                  |                                     |               |           |
| 82 | 15 | Escapade d'un soir Adventures in Chinchilla-sitting                                       | Cecilia Aranovich                 | Mike Benner                      | 15 mars 2015 8 septembre 2018       | 5ASA03        | 2,24      |
| Bob et Linda se rendent en ville pour un rendez-vous - mais à la consternation de Linda, l'idée de Bob en matière de romance se révèle 'triviale'. Pendant ce temps, une poursuite de chinchilla sauvage s'ensuit après que Louis a été accusé d'avoir laisser échapper la mascotte de l'école par la porte d'entrée. |    |                                                                                           |                                   |                                  |                                     |               |           |
| 83 | 16 | Se faire coller, c'est la tendance The Runway Club                                        | Jennifer Coyle                    | Steven Davis & Kelvin Yu         | 22 mars 2015 15 septembre 2018      | 5ASA04        | 2,21      |
| Dans une parodie de Breakfast Club, tandis que les enfants se retrouvent collés le samedi, ils sont prêts à tout pour sortir en avance et assister au festival de barbes à papa. De leur côté, Bob et Linda pensent qu'une jeune fille essaie de les arnaquer au restaurant... |    |                                                                                           |                                   |                                  |                                     |               |           |
| 84 | 17 | Les Petits Chanteurs à la paille en plastique The Itty Bitty Ditty Committee              | Bernard Derriman                  | Holly Schlesinger                | 26 avril 2015 15 septembre 2018     | 5ASA05        | 2,04      |
| Gene monte un groupe avec Tina, Louise, Rudy, Peter et Darryl, mais il finit par se faire virer et se retrouve tout seul. Alors qu'il jure de ne plus jamais jouer de synthé, Tina et Louise font tout pour l'aider à redécouvrir l'amour de la musique... |    |                                                                                           |                                   |                                  |                                     |               |           |
| 85 | 18 | Joyeux Anniversaire, Linda ! Eat, Spray, Linda                                            | Tyree Dillihay                    | Jon Schroeder                    | 3 mai 2015 15 septembre 2018        | 5ASA06        | 2,24      |
| |    |                                                                                           |                                   |                                  |                                     |               |           |
| 86 | 19 | La Maison du malheur Housetrap                                                            | Jennifer Coyle & Bernard Derriman | Dan Fybel                        | 10 mai 2015 15 septembre 2018       | 5ASA07        | 2,47      |
| Les Belcher sont bloqués par une tempête alors qu'ils s'occupent d'une maison au bord de la plage, à Craggy Neck. Cependant, l'orage s'avère bien moins effrayant que le mystérieux propriétaire de la maison... |    |                                                                                           |                                   |                                  |                                     |               |           |
| 87 | 20 | Hawk et Chick Hawk & Chick                                                                | Tyree Dillihay                    | Rich Rinaldi                     | 17 mai 2015 15 septembre 2018       | 5ASA09        | 1,95      |
| Bob et Louise sont ravis de rencontrer Hawk, la star vieillissante de leurs films préférés, qui opposaient un samouraï et des monstres dans les années 70. Apprenant que Hawk ne voit plus sa fille, alias Chick dans ses films, ils décident d'organiser des retrouvailles... |    |                                                                                           |                                   |                                  |                                     |               |           |
| 88 | 21 | Oeder Games The Oeder Games                                                               | Don MacKinnon                     | Scott Jacobson                   | 17 mai 2015 22 septembre 2018       | 5ASA08        | 2,44      |
| Alors que le propriétaire d'Ocean Avenue menace d'augmenter les loyers, Bob et les autres locataires refusent de payer. Mais, pour que leurs loyers restent abordables, ils vont devoir s'affronter chez monsieur Fischoeder... |    |                                                                                           |                                   |                                  |                                     |               |           |